# Bodlina

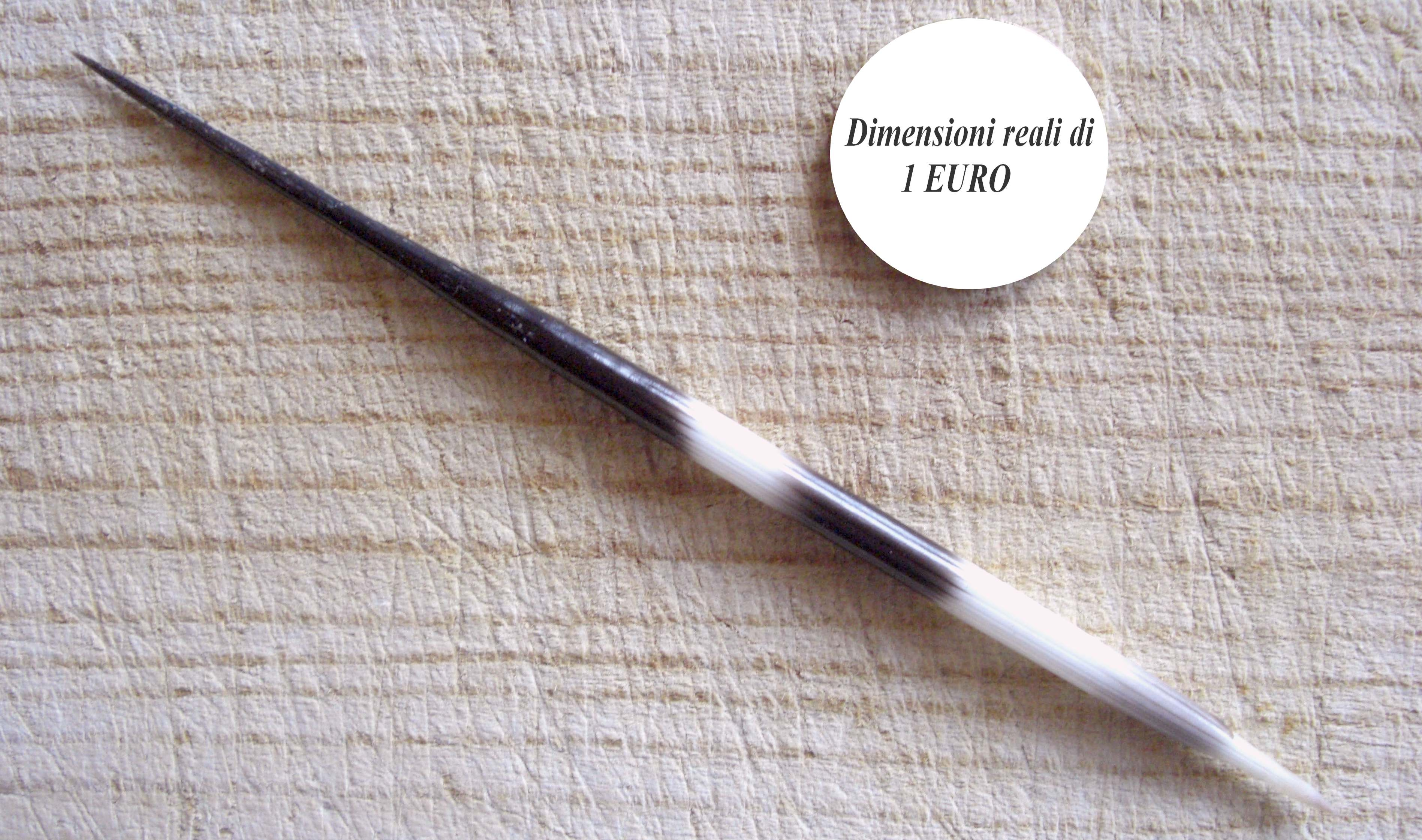
Bodlina (osten) dikobraza

Bodlina je tvrdá, dlouhému trnu nebo jehle podobná struktura, která se vyskytuje na těle různých zvířat. Tvoří je látka zvaná keratin. Bodliny obvykle slouží k obraně nebo odstrašení útočníka.
Zvířata vybavená bodlinami
- Ježek
- Dikobraz
- Myš bodlinatá
- Urzon
- Osinák